# Jordan DiBiasi
Jordan DiBiasi (Highlands Ranch, Colorado, Estados Unidos; 28 de octubre de 1996) es una futbolista estadounidense que juega como mediocampista para el Washington Spirit de la National Women's Soccer League (NWSL) de Estados Unidos.
En 2019, el Washington Spirit eligió a DiBiasi en el draft universitario de la NWSL. Firmó para el club el 4 de marzo de 2019.

## Estadísticas

### Clubes
| Club              | País           | Año             |
| ----------------- | -------------- | --------------- |
| Washington Spirit | Estados Unidos | 2019 - presente |